# Włodzimierz Preyss
Włodzimierz Preyss (ur. 28 lutego 1951) – polski aktor filmowy i teatralny.
W 1979 ukończył studia na Wydziale Aktorskim PWSFTviT w Łodzi. Dyplom uzyskał w 1980 r. 

## Filmografia
- 1974: Głowy pełne gwiazd – Włodek
- 1982: Klakier – właściciel małpy Krystynki
- 1986: Dzieci śmieci – milicjant przesłuchujący Witka